# Bellator 57
 Bellator LVII  foi um evento de artes marciais mistas organizado pelo Bellator Fighting Championships, ocorrido em 12 de novembro de 2011 no Cassino Rama em Rama, Ontario. O evento foi transmitido ao vivo na MTV2.

## Background
Essa foi a segunda vez que o Bellator realizou um evento no Canadá. Anteriormente, o Bellator 47 também acontecido em Rama, Ontario.
Esse evento contou com as Finais do Torneios de Médios e Meio Médios da Quinta Temporada.
A Campeã Feminina do Bellator, Zoila Gurgel, era esperado para competir em uma luta não válida pelo título contra Carina Damm. Porém, foi forçada a se retirar do card com um evento.